# Jorge Maronna
Jorge Maronna (Bahía Blanca, Provincia de Buenos Aires, Argentina, 1 de agosto de 1948) es un compositor, guitarrista y humorista argentino, integrante del grupo  "Les Luthiers". 

## Biografía
Nacido en Bahía Blanca en 1 de agosto de 1948, se inició en la guitarra a los 13 años. Cuando finalizó el colegio secundario se trasladó a Buenos Aires para estudiar medicina, carrera que poco tiempo después abandonó para iniciar estudios de composición en la Universidad Católica Argentina, que luego completó con Francisco Kröpfl. 
Estudió guitarra con María Luisa Anido, y más tarde con Miguel Ángel Girollet y Víctor Villadangos. A fines de los años 60 integró el conjunto de música antigua Ars Rediviva y fue acompañante de cantantes, entre ellos María Elena Walsh.
Compuso obras vocales e instrumentales que fueron interpretadas, entre otros, por Susanna Moncayo, el Grupo de Canto Coral, Lucía Maranca, Miguel Ángel Girollet, Claude Delangle, Marie Kobayashi, el Coral Cantiga, Judith Mok, Adriana de los Santos y el Coro de Cámara de la Provincia de Córdoba.
También compuso música para espectáculos teatrales, como Yerma, de Federico García Lorca, Androcles y el león y Hombre y superhombre, ambos de George Bernard Shaw, este último dirigido por Norma Aleandro.
Colaboró con Daniel Samper Pizano en el guion de Leche (miniserie), telenovela humorística emitida en Colombia en 1996, y compuso las treinta canciones de la serie.
Es padre de cinco hijos.

## Les Luthiers
Maronna formó parte del conjunto I Musicisti, surgido en 1965 en el coro de la Facultad de Ingeniería de Buenos Aires a partir de la creación de la Cantata Modatón (luego Laxatón), de Gerardo Masana.
A sus 19 años, en 1967, junto a Gerardo Masana, Marcos Mundstock y Daniel Rabinovich, se separó del grupo para fundar Les Luthiers. 
Con Masana compuso, entre otras, la música de Les Luthiers cuentan la ópera (primer espectáculo del conjunto), Angelito el secuestrado (comedia de Leal Rey) y el programa televisivo Todos somos mala gente.
En 1971 comenzó su colaboración creativa con Carlos López Puccio, con quien, a lo largo de varias décadas, escribiría numerosas obras para Les Luthiers. Posteriormente, durante la creación de los espectáculos del conjunto está participó activamente en la organización y dirección de los ensayos.
La colaboración con Carlos López Puccio dentro de Les Luthiers alcanzó su punto culminante en 2022, con el estreno del espectáculo Más tropiezos de Mastropiero. El mismo incluyó diez obras nuevas que contaron con textos, música y dirección de Carlos López Puccio y Jorge Maronna. 
Como instrumentista se especializó en la ejecución de instrumentos de cuerda, tanto convencionales (guitarra, contrabajo, bajo, banjo, sitar) como informales (cellato, nomeolbidet, barríltono, chelo legüero y silla eléctrica).
En 2007, junto con sus compañeros de Les Luthiers, fue distinguido como Ciudadano Ilustre de la Ciudad de Buenos Aires y condecorado con la Orden de Número de Isabel la Católica, otorgada por Juan Carlos I, Rey de España.
En 2017, ganó el Premio Princesa de Asturias de Comunicación y Humanidades, junto con los demás integrantes de Les Luthiers.
En noviembre de ese mismo año, fue distinguido (también con sus compañeros de Les Luthiers) con el Doctorado Honoris Causa otorgado por la Universidad de Buenos Aires (UBA).
El 7 de diciembre de 2023, fue distinguido como Ciudadano Ilustre de la Ciudad de Bahía Blanca, por el Honorable Concejo Deliberante de dicha ciudad. 
Ha escrito cinco libros de humor, en colaboración con otros autores, y publicó un libro de fotografías:
- Cantando bajo la ducha (con Daniel Samper Pizano)
- El sexo puesto/Memorias de un espermatozoide (con Daniel Samper Pizano)
- El tonto emocional (con Daniel Samper Pizano)
- Parapapá (con Daniel Samper Pizano)
- Copyright (con Luis María Pescetti).
- La vida privada de Les Luthiers. Las fotos del grupo en sus momentos de intimidad, tomadas a lo largo de 50 años por Jorge Maronna (con textos de Daniel Samper Pizano).

- Datos: Q6278318